# Matholwch
Nella mitologia gallese Matholwch era un re d'Irlanda, marito di Branwen e padre di Gwern. 
Nel Secondo ramo del Mabinogion Mathowlch si reca in Britannia per chiedere la mano di Branwen, sorella di Brân il Benedetto. Bran accetta e festeggia il matrimonio con un banchetto. Durante i festeggiamenti giunge Efnisien, fratellastro di Bran e di Branwen. Chiede il motivo della festa e quando viene informato s'infuria perché Branwen è stata data in matrimonio senza il suo consenso. Quindi sfoga la sua rabbia mutilando i cavalli di Matholwch, che si offende profondamente. Bran lo riconcilia donandogli un calderone magico che ha il potere di riportare in vita i morti.
Dopo un anno in Irlanda nasce Gwern, figlio di Mathowlch e Branwen. Nato l'erede, Matholwch tratta crudelmente Branwen facendola lavorare alle cucine. Branwen manda un messaggio di aiuto al fratello Bran. Bran invade con l'esercito l'Irlanda. Spaventato, Matholwch tenta di evitare la guerra costruendo una casa grande abbastanza per Bran. Bran chiede che il regno passi a suo nipote Gwern. Matholwch accetta, ma i signori irlandesi non sono d'accordo e si nascondono in sacchi per la farina nella casa costruita per Bran. Efnisien intuisce il tranello e uccide i nobili schiacciando le loro teste. Alla festa per l'incoronazione di Gwern, Efnisien getta il nipote nel fuoco scatenando una violenta guerra.
Durante la guerra muoiono tutti gli irlandesi tranne cinque donne incinte che ripopolano l'isola. Dei britanni sopravvivono solo Branwen e sette guerrieri. I sette sbarcano con Brânwen e la testa parlante di Bran ad Aber Alaw nel Galles, dove Branwen muore per il dolore di aver causato tanta distruzione.